# Ann-Christin Santesson
Ann-Christin "Anki" Santesson, född 1 juli 1948 i Stockholm, är en svensk produktionsledare, scripta och  skådespelare. Hon är mor till Johan Widerberg.

## Filmografi
- 1966 – Heja Roland!
- 1984 – Mannen från Mallorca

## Produktionsledare
- 1974 – Fimpen